# 佩列薩季夫卡
47°6′45″N 32°11′14″E / 47.11250°N 32.18722°E
佩列薩季夫卡（烏克蘭語：Пересадівка）是位於烏克蘭南部尼古拉耶夫州裏尼古拉耶夫區的村莊，始建於十八世紀，面積4.5平方公里，海拔高度12米，2001年人口3,141，人口密度每平方公里698人。